# Norman Bel Geddes
Norman Bel Geddes (Adrian (Michigan), 27 april 1893 - New York, 8 mei 1958) was een belangrijk vormgever uit de Verenigde Staten.
Bel Geddes begon zijn carrière als theatervormgever in Los Angeles. Daarna werkte hij in New York voor de Metropolitan Opera Company. In 1925 trok hij naar Hollywood waar hij filmsets ontwierp. Mede op aanraden van de Duitse expressionistische architect Erich Mendelsohn legde hij zich toe op architectuur en productvormgeving en startte hij in 1927 zijn eigen bureau voor industrieel ontwerpen. Als industrieel ontwerper werkte hij met succes voor verschillende bedrijven. Hij ontwierp futuristische auto's voor de Graham-Paige Automobile Company en stroomlijnde producten zoals radio's voor Philco. 
Bel Geddes is een bekend propagandist van Streamline Design. In het boek Horizons (1932) zet hij zijn ideeën over vormgeving uiteen en lezen we hoe hij het vak van industrieel ontwerper benaderde. Zijn ontwerpen voor uiteenlopende producten zijn voornamelijk gebaseerd op de druppelvorm die hij als superieur beschouwt. Met een ander boek, Magic Motorways (1940), beïnvloedde hij de ontwikkeling van het Amerikaanse freeway systeem. Zijn ideeën zijn meestal zeer futuristisch en konden als gevolg daarvan niet altijd in productie worden genomen. Zo laten zijn ontwerpen voor de Super Airliner no. 4 (1929), een reeks bussen en grote passagiersschepen niet alleen zijn idealisme zien, maar ook dat hij zich weinig aantrok van de stand van technologie van dat moment. Deze ontwerpen waren hun tijd ver vooruit, zowel in technische mogelijkheden als in acceptatie bij het grote publiek. De aanhangers van zijn ideeën zagen Bel Geddes als geniaal, maar de tegenstanders vonden zijn ontwerpen geld verspillend.
Het Futurama dat hij voor General Motors voor de New York World's Fair (1939) ontwierp is zijn bekendste en beste werk. Met Futurama speculeerde hij hoe de samenleving er in de toekomst, in 1960, zou uitzien. Bel Geddes was een van de grootste exponenten van Streamline Design en een belangrijke pionier op het gebied van industrieel design. Na de Tweede Wereldoorlog moest Bel Geddes, door het ontbreken van opdrachten in financiële problemen gekomen, zijn bureau opheffen.
De actrice Barbara Bel Geddes, Miss Ellie uit de televisieserie Dallas, is zijn dochter.

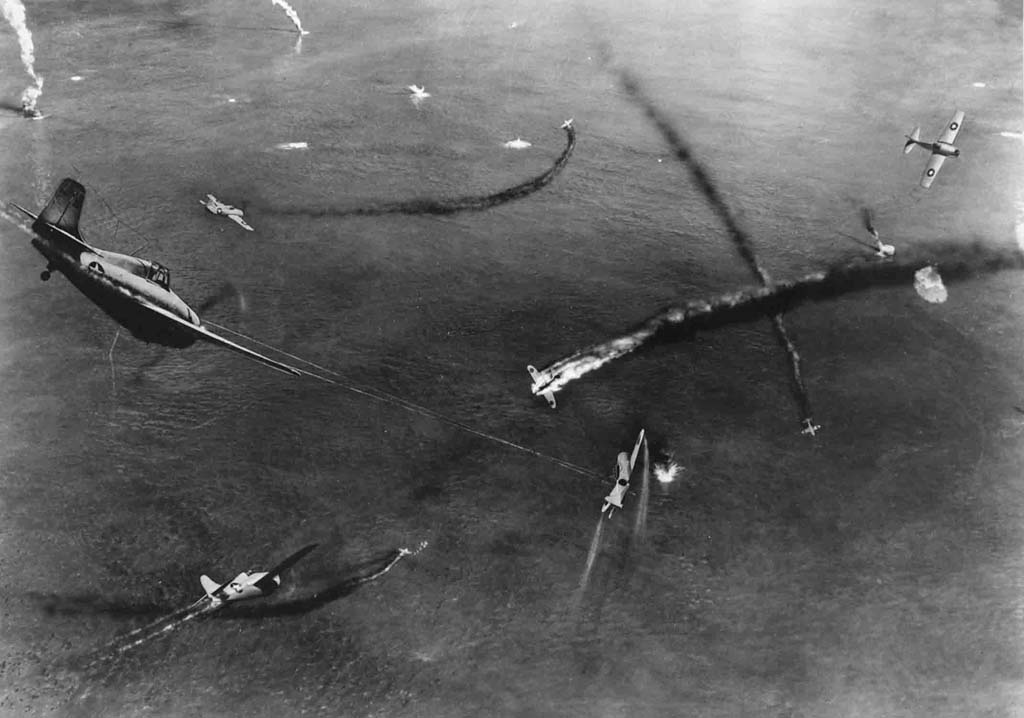
Foto van Normal Bel Geddes tijdens luchtaanval in 1942
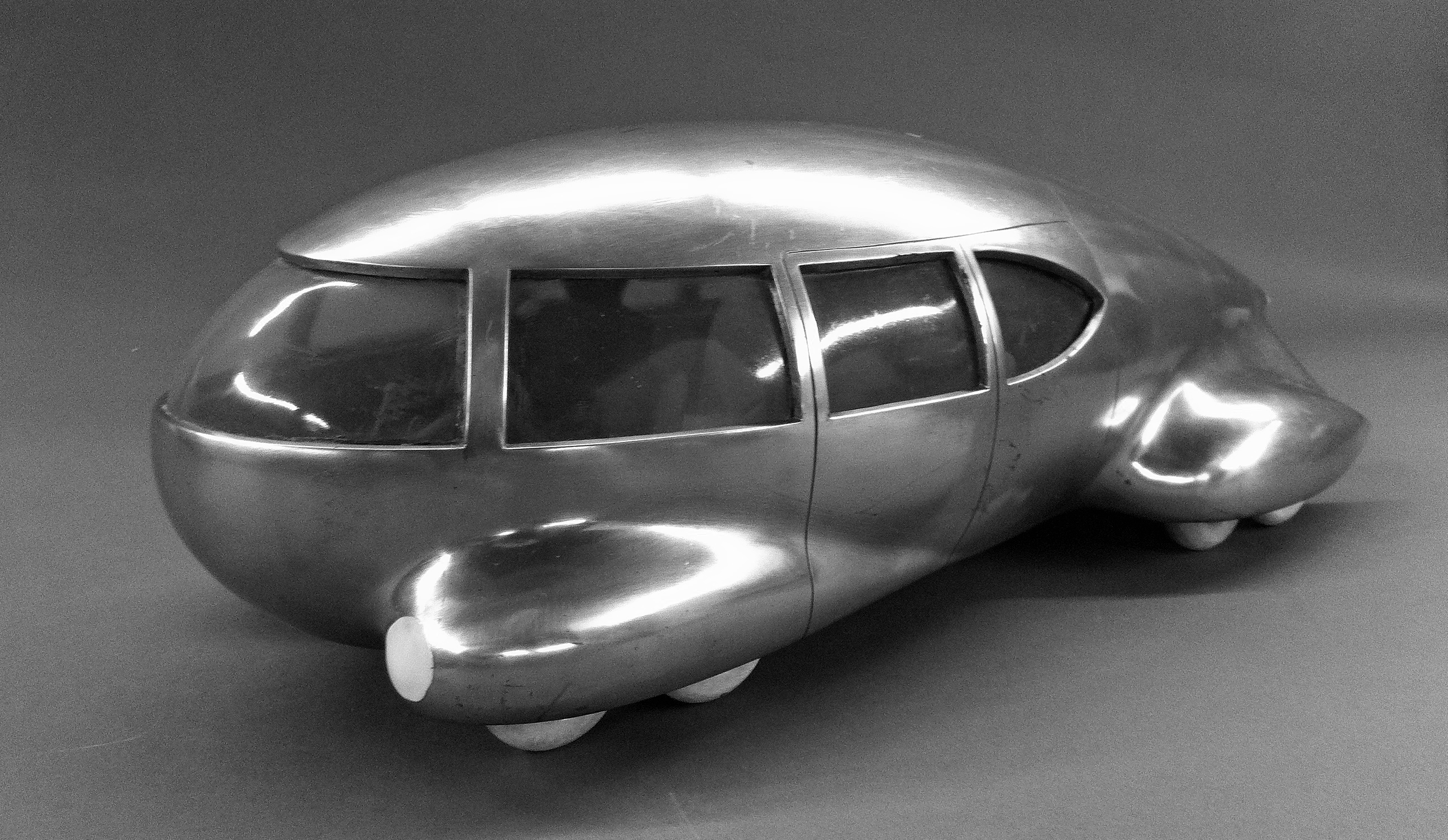
Auto
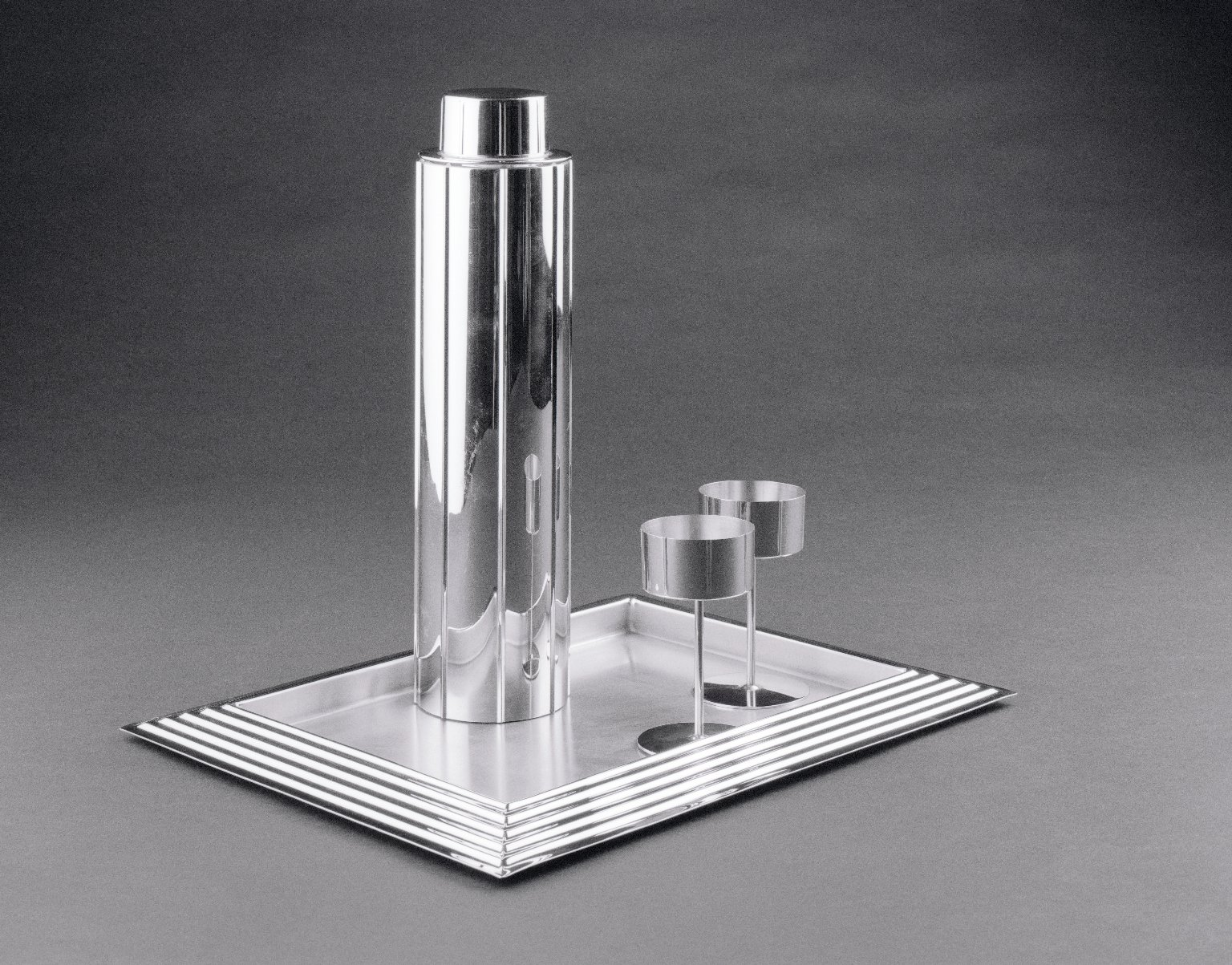
Cocktail Set

- Bibsys: 4081854
- Bibliothèque nationale de France: cb14304557j (data)
- Catàleg d'autoritats de noms i títols de Catalunya: 981058520989406706
- CiNii: DA04144228
- Gemeinsame Normdatei: 120736500
- International Standard Name Identifier: 0000 0000 8374 5008
- Library of Congress Control Number: n79092541
- Nationale Bibliotheek van Tsjechië: jx20090921009
- Nationale bibliotheek van Australië: 35116416
- Nationale Bibliotheek van Israël: 987007450940005171
- Nederlandse Thesaurus van Auteursnamen: 068200536
- RKD-Nederlands Instituut voor Kunstgeschiedenis: 281423
- LIBRIS: 375259
- SNAC: w6gf0t85
- Système universitaire de documentation: 095135162
- Trove: 831267
- Union List of Artist Names: 500024541
- Virtual International Authority File: 39589087
- WorldCat: E39PBJbRg64xtBRM37jJmB4jG3